# Silent Observers
Silent Observers ist ein bulgarisch-deutscher Dokumentarfilm von Eliza Petkova aus dem Jahr 2024.

## Inhalt
Sechs verschiedene Tiere beobachten und leben in einem bulgarischen Dorf. Dabei geht es um die Beziehung von Mensch und Tier.

## Produktion
Der Film feierte beim International Documentary Film Festival Amsterdam im November 2024 Premiere und lief bei weiteren Festivals. Beim DOK.fest München 2025 gewann er den Hauptwettbewerb, wobei die Jury die Verbindung verschiedener Genres und den Wechsel auf andere Protagonisten lobte.

## Rezeption
Savina Petkova von Cineuropa: „Obwohl Silent Observers zugegebenermaßen ein Beobachtungsfilm ist, mit wenig bis gar keiner Einmischung der Menschen auf der Leinwand und noch weniger von den Filmemachern, ist der Respekt, den er ausstrahlt, von größter Bedeutung. Die hybride Natur des Films hat Petkova die Freiheit gegeben, ihre eigene Darstellung einer zerbrechlichen und doch seit langem bestehenden Beziehung zwischen Mensch und Tier zu schaffen, die durch die Aufnahmegeräte des Kinos vermittelt wird, und das Ergebnis ist bemerkenswert: ein sanftes, einfühlsames Werk, das sich nicht scheut, die anthropozentrische Vorherrschaft des Films an die Tiere zu übergeben, die uns schon immer schweigend beobachtet haben.“

## Auszeichnungen

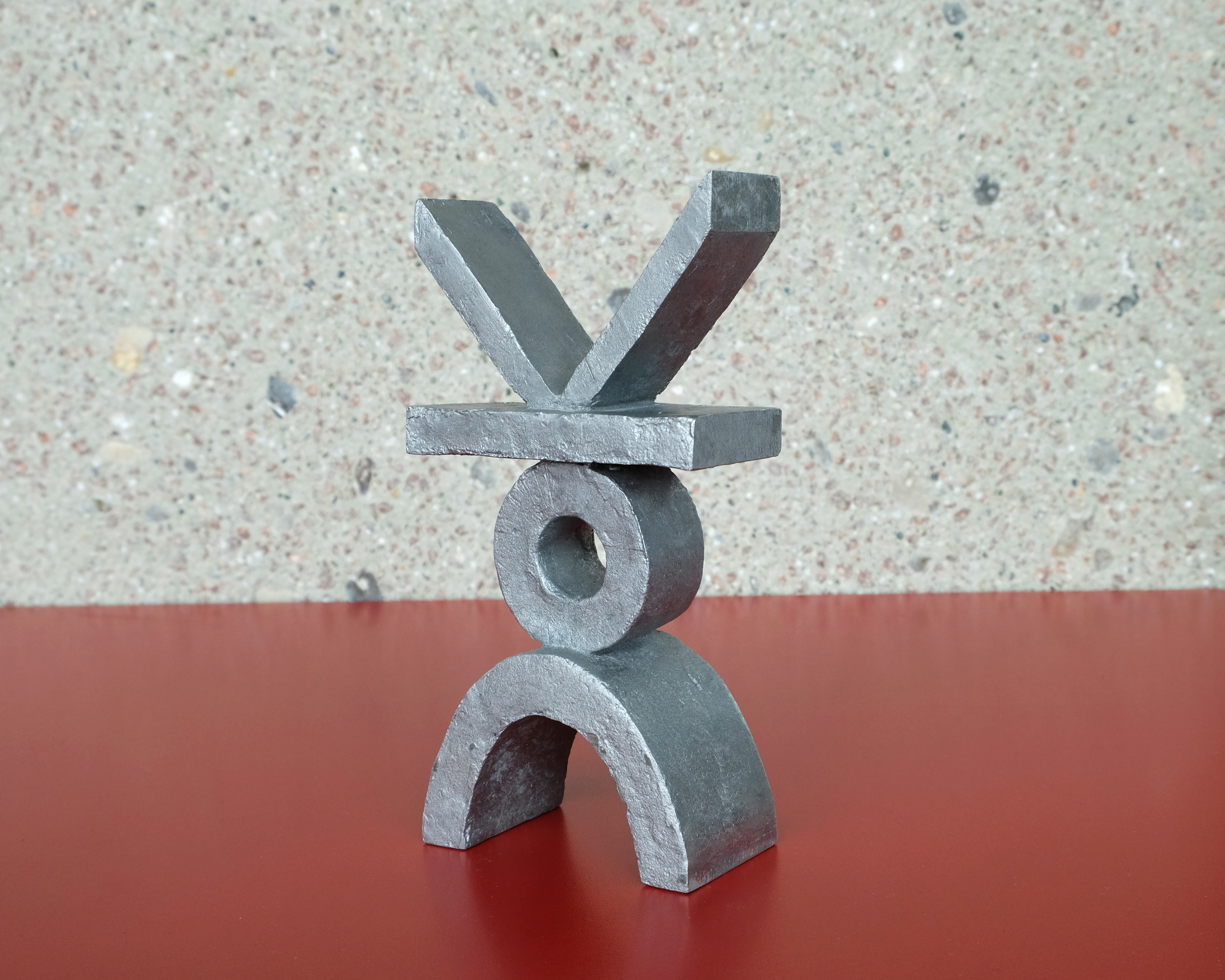
Silent Observers gewann beim DOK.fest München 2025 den Hauptpreis Viktoria.

- 2025: DOK.fest München VIKTORIA DOK.international Main Competition